# Jean Condom
Jean Condom (Saint-André-de-Seignanx, 15 de agosto de 1960) es un representante de ventas y exrugbista francés que se desempeñaba como segunda línea. Representó a Les Bleus de 1982 a 1990.

## Carrera
Debutó en la primera del club Boucau Tarnos Stade, un pequeño equipo del ascenso francés, en 1979 y fue su primer jugador internacional. Ganó tres Challenge de l'Espérance con ellos.
En 1986 se unió al Biarritz Olympique Pays Basque, un equipo regular del Top 14, donde jugaba la leyenda Serge Blanco y se alineó con el veterano Francis Haget. Aquí resultó subcampeón de la temporada 1991-92 y se profesionalizó en 1995.
Se retiró en 1997 tras haber jugado una última temporada con el Aviron Bayonnais en el ascenso. Representó seis veces a los Barbarians franceses y la revista Midi Olympique lo eligió el mejor segunda línea francés en 1983, 1984 y 1985.

## Selección nacional
Jacques Fouroux lo convocó a Les Bleus para disputar el FIRA Trophy 1982-83 y debutó en la derrota frente a Rumania.
Condom fue titular en las 61 pruebas que disputó, resultó campeón del Torneo de las Seis Naciones de 1987, 1988 y 1989, disputó las vistosas giras contra los Pumas y jugó en la histórica victoria ante los All Blacks en 1986.
Jugó su última prueba en junio de 1990 contra los Wallabies. Perdió el puesto con la llegada de Olivier Roumat y el técnico Daniel Dubroca no lo tuvo en cuenta, prefiriendo a Thierry Devergie.

### Participaciones en Copas del Mundo
Fouroux lo llevó a Nueva Zelanda 1987 como titular indiscutido, alineándose con Alain Lorieux y jugó la final. Marcó al escocés Derek White, el australiano Steve Cutler y al neozelandés Murray Pierce.
| Mundial                       | Sede          | Resultado  | PJ | Tries |
| ----------------------------- | ------------- | ---------- | -- | ----- |
| Copa Mundial de Rugby de 1987 | Nueva Zelanda | Subcampeón | 5  | 0     |